# Wereldkampioenschappen schoonspringen 2019 – Landenwedstrijd
De landenwedstrijd tijdens de wereldkampioenschappen schoonspringen 2019 vond plaats op 16 juli 2019 in het Nambu University Municipal Aquatics Center in Gwangju.

## Uitslag
| Rang   | Land                | Namen                                | Punten |
| ------ | ------------------- | ------------------------------------ | ------ |
| Goud   | China               | Yang Jian Lin Shan                   | 416.65 |
| Zilver | Rusland             | Sergej Nazin Joelia Timosjinina      | 390.05 |
| Brons  | Verenigde Staten    | Andrew Capobianco Katrina Young      | 357.60 |
| 4      | Maleisië            | Chew Yiwei Leong Mun Yee             | 347.80 |
| 5      | Australië           | Cassiel Rousseau Laura Hingston      | 329.30 |
| 6      | Verenigd Koninkrijk | Ross Haslam Eden Cheng               | 327.90 |
| 7      | Colombia            | Sebastián Villa Diana Pineda         | 325.40 |
| 8      | Duitsland           | Lars Rüdiger Maria Kurjo             | 324.50 |
| 9      | Oekraïne            | Oleksij Sereda Anna Arnaoetova       | 323.20 |
| 10     | Mexico              | Ivan García Paola Espinosa           | 319.55 |
| 11     | Zweden              | Vinko Paradzik Ellen Ek              | 315.65 |
| 12     | Cuba                | Carlos Ramos Anisley García          | 306.60 |
| 13     | Italië              | Riccardo Giovannini Chiara Pellacani | 301.05 |
| 14     | Venezuela           | Oscar Ariza María Betancourt         | 294.00 |
| 15     | Brazilië            | Isaac Souza Tammy Takagi             | 287.10 |
| 16     | Thailand            | Thitipoom Marksin Ramanya Yanmongkon | 238.70 |